# Alberto Baeza
Pour les articles homonymes, voir Baeza (homonymie).
Alberto Baeza Mena, né le 6 décembre 1938 à Mexico au Mexique, est un joueur de football mexicain, qui évoluait au poste d'attaquant.

## Biographie

### Carrière en club
Avec le Club Necaxa, il remporte deux Coupes du Mexique et une Supercoupe du Mexique.

### Carrière en sélection
Avec l'équipe du Mexique, il figure dans le groupe des sélectionnés lors de la Coupe du monde de 1962. Il ne joue toutefois aucun match lors de cette compétition.

## Palmarès
Club Necaxa
- Coupe du Mexique (2) :
  - Vainqueur : 1959-60 et 1965-66.

- Supercoupe du Mexique (1) :
  - Vainqueur : 1966.
  - Finaliste : 1960.